# جون كيلي (دبلوماسي)
جون كيلي (بالإنجليزية: John Kelly)‏ هو دبلوماسي بريطاني، ولد في 25 يونيو 1941.